# Marion Bauer
Marion Eugénie Bauer (Wala Wala,Estados Unidos 15 de agosto de 1882-South Hadley (Massachusetts), 9 de agosto de 1955) fue una compositora, profesora, escritora y crítica musical estadounidense. Desempeñó un papel activo en la configuración de la identidad musical estadounidense en la primera mitad del siglo XX.
Como compositora, Bauer escribió obras para piano, conjuntos de cámara, orquesta sinfónicaUYN(, voz solista y conjuntos vocales. Destacó como docente en la Universidad de Nueva York (NYU)  (entonces Washington Square College) donde enseñó historia de la música y composición desde 1926 hasta 1951. Además de su puesto en NYU, Bauer estuvo afiliada al conservatorio Juilliard como conferenciante invitada desde 1940 hasta su muerte en 1955. También escribió extensamente sobre música; fue editora de la revista Musical Leader, con sede en Chicago, y autora y coautora de varios libros, entre ellos su texto de 1933 Twentieth Century Music. 
A lo largo de su vida, Bauer promovió, además de su propia obra, la nueva música moderna. Ayudó a fundar el American Music Guild, el American Music Center y la American Composer's Alliance, de cuya junta directiva formó parte. Además ocupó puestos de liderazgo en la Liga de Compositores y en la Sociedad para la Publicación de Música Estadounidense como miembro de la junta y secretaria, respectivamente. En la mayoría de los casos, ella era la única mujer que ocupaba un puesto de liderazgo en estas organizaciones.
La música de Bauer incluye disonancias y armonías complejas; raramente traspasa los límites de la tonalidad extendida, salvo en su breve experimentación con el serialismo en la década de 1940. A lo largo de su vida, disfrutó con frecuencia de la interpretación de sus obras, entre las que destacan el estreno de Sun Splendor por la Filarmónica de Nueva York, en 1947, bajo la dirección de Leopold Stokowski y un concierto dedicado exclusivamente a su música en el Ayuntamiento de Nueva York, en1951. 

## Biografía
Marion Bauer nació en Walla Walla, Washington, el 15 de agosto de 1882. Sus padres, ambos de origen franco-judío, habían inmigrado a los Estados Unidos, donde su padre, Jacques Bauer, trabajaba como comerciante y su madre, Julie Bauer, como profesora de lenguas modernas. Bauer era la menor de siete hermanos, con una diferencia de edad de 17 años entre ella y su hermana mayor, Emilie. Según una anécdota, de bebé Bauer, era colocada en una canasta sobre el piano familiar mientras su hermana Emilie practicaba y daba clases.
Más adelante, durante la infancia de Bauer, su padre, un músico aficionado, reconoció la aptitud musical de su hija menor, quien comenzó a estudiar piano con su hermana Emilie. Cuando Jacques Bauer murió en 1890, la familia se trasladó a Portland, Oregón, donde Bauer se graduó en el St. Helen's Hall en 1898. Al finalizar la escuela secundaria, se reunió con su hermana Emilie en la ciudad de Nueva York para empezar su carrera de composición.

### Formación
Una vez en Nueva York, comenzó sus estudios con Henry Holden Huss y Eugene Heffley, además de recibir clases de su hermana Emilie. En 1905, conoció al violinista y pianista francés Raoul Pugno, quien entonces aprovechaba Nueva York como base de una extensa gira de conciertos por Estados Unidos. Gracias a su educación en un hogar de inmigrantes franceses, Bauer hablaba con fluidez el francés y el inglés, por lo que pudo enseñar a Pugno y a su familia la lengua inglesa. Correspondiendo a este favor, Pugno invitó a Bauer a estudiar con él en París en 1906, y fue durante este periodo cuando Bauer se convirtió en el primer estadounidense en estudiar con Nadia Boulanger, una socia de Pugno en la escena musical de París. Boulanger enseñaría también a figuras tan notables como Aaron Copland, David Diamond, Roy Harris y Gail Kubik, al igual que lo hizo con Pugno. A cambio de las lecciones de composición de Boulanger, Bauer le enseñaba inglés.
Cuando regresó a Nueva York, en 1907, continuó sus estudios con Heffley y Walter Henry Rothwell, además de enseñar piano y teoría musical por su cuenta. Tras otro año de estudios en Europa, desde 1910 a 1911, esta vez centrándose en la forma y el contrapunto con Paul Ertel en Berlín, comenzó a establecerse como una compositora formal. Tras este período, firmó un contrato de siete años con el editor de música Arthur P. Schmidt.
Aunque estuvo activa como compositora e instructora privada en los años posteriores a 1912, finalmente emprendió otros dos períodos de estudio en Europa, facilitados en parte por las herencias recibidas tras la muerte de su madre y su hermano mayor. En 1914, volvió a Berlín para estudiar con Ertel, pero su estancia allí se vio acortada por el estallido de la Primera Guerra Mundial. Casi diez años después, Bauer decidió una vez más emprender un largo período de estudios en Europa, esta vez en el Conservatorio de París con André Gedalge, quien también había enseñado a compositores como Maurice Ravel, Darius Milhaud y Arthur Honegger. Entonces tenía 40 años y dio la siguiente razón para continuar sus estudios a una edad relativamente tardía: “Como miembro de la American Music Guild, tuve la oportunidad de medir mis poderes y mis limitaciones con los de mis colegas (...) El resultado fue un período de estudio en Europa. Esta vez decidí que en París encontraría el tipo de trabajo y ambiente musical que buscaba”. Sin embargo, los estudios de Bauer en el Conservatorio de París se interrumpieron en 1926 cuando recibió la noticia de que su hermana Emilie había sido atropellada por un automóvil. Bauer regresó a Nueva York, pero las heridas de Emilie finalmente resultaron fatales.

### Trayectoria
Aunque Bauer no tenía un título universitario (a pesar de sus años de estudio), en septiembre de 1926, fue contratada como instructora del departamento de música de la Universidad de Nueva York, convirtiéndose así en la primera mujer profesora de música de esta universidad. Entre sus primeros colegas se encontraban Albert Stoessel, Gustave Reese y Percy Grainger. Durante su permanencia en la Universidad de Nueva York, desde 1926 hasta 1951, impartió clases de composición, análisis musical, estética y crítica, e historia y apreciación de la música, obteniendo el rango de profesora asociada en 1930. Bauer impartía las clases usando su propio libro, cuyas lecturas eran seguidas de debates en la clase. También defendía firmemente la música nueva y tocaba “los pocos discos y rollos de piano pertinentes disponibles” o hacía que los estudiantes tocaran obras que no lo eran. Algunos de sus alumnos más famosos durante esos años fueron Milton Babbitt, Julia Frances Smith, Miriam Gideon y el director Maurice Peress.
Además de enseñar en NYU, Bauer impartió conferencias en el conservatorio Juilliard y la Universidad de Columbia. También, anualmente, en el Instituto de Música de Verano Chatauqua en Chautauqua, Nueva York. A lo largo de su carrera ofreció recitales-conferencias de música del siglo XX con el pianista Harrison Potter. Potter también interpretó la música de piano de Bauer en otros escenarios, como los conciertos organizados por la Liga de Compositores, el Proyecto de Música Federal WPA, el Club MacDowell y la Fraternidad Nacional de Música y Oratoria Phi Beta. Durante los años de la Gran Depresión, Bauer pasaba los veranos enseñando música en el Mills College, el Carnegie Institute y el Cincinnati Conservatory of Music, así como en Juilliard.
A pesar de sus responsabilidades como docente y conferenciante, Bauer siguió activa como compositora. Entre 1919 y 1944, pasó un total de doce veranos como residente en la MacDowell Colony, donde conoció a compositoras como Ruth Crawford Seeger y Amy Beach y se centró en la composición. Bauer también ayudó a fundar el American Music Guild, el American Music Center y la American Composer's Alliance, formando parte de la junta directiva de esta última. En 1937, Aaron Copland fundó la Liga de Compositores y le pidió a Bauer que formara parte de la junta ejecutiva de esta organización. Además fue secretaria de la Sociedad para la Publicación de Música Estadounidense y ayudó en la cofundación de la Sociedad de Mujeres Compositoras Estadounidenses en 1925 junto con Amy Beach y otras dieciocho personas.
Como escritora y crítica musical, era respetada por "su enfoque intelectual de la nueva música", al tiempo que mantenía un nivel de accesibilidad en sus artículos que publicaba en varias revistas. Fue editora de la prestigiosa Musical Leader, con sede en Chicago, y publicó su famoso libro Twentieth Century Music. Sus obras le ayudaron a ganarse el respeto del mundo de la música. Al tiempo que ponían la música moderna al alcance de los recién llegados con libros como How Music Grew: From Prehistoric Times to the Present Day. Bauer también tenía una visión muy inclusiva de lo que constituía música "seria", como demuestra en su obra Twentieth Century Music. Además de ser uno de los primeros libros de texto en hablar del serialismo, en él también se mencionan a numerosas compositoras en contraste con otros libros de texto de música contemporánea como Musicales Portraits, An Hour with American Music, de Paul Rosenfeld, y Our Contemporary Composers, de John Tasker Howard, en los que solo citan brevemente a las mujeres compositoras, si es que las citan. El libro de Bauer también analizaba obras modernistas de compositores afroamericanos, como el jazz y la música del siglo XX.

### Últimos años
En la primavera de 1951, Bauer se retiró de su puesto en NYU, aunque continuó dando conferencias en Juilliard y asistió a una reunión de compositores de MacDowell Colony el 6 de agosto de 1955. Tres días después, el 9 de agosto de 1955, poco antes de cumplir 73 años, Bauer murió de un ataque al corazón mientras pasaba unas vacaciones en la casa de Harrison Potter y su esposa, en South Hadley. Está enterrada con sus hermanas Emilie y Minnie en el cementerio Kensico en Valhalla, Nueva York.

## Música

### Estilo e influencias
Aunque fue una gran defensora de la música contemporánea, la propia Bauer se consideraba relativamente conservadora como compositora. La mayoría de sus obras de la década 1910-1920 contienen una nota tónica, y solo recurrió al serialismo brevemente en la década de 1940 con obras como Patterns. Su música es generalmente melódica, usando "tonalidad extendida [y] enfatizando la armonía colorística y la disonancia diatónica". En su obras aparecen influencias tanto impresionistas como románticas, pero los estudios de Bauer con Gédalge marcaron un cambio en su estilo, que pasó de ser un lenguaje convencionalmente tonal a un lenguaje más impresionista y atonal, tal y como demuestran sus obras de 1924 Quietude y Turbulence. Sin embargo, durante el resto de su carrera, Bauer siguió integrando el romanticismo defendido por sus profesores de alemán con el impresionismo que encontró en París y en la música de su amigo íntimo Charles Tomlinson Griffes. La influencia de este último es particularmente evidente al comparar la obra de Bauer de 1917, Three Impressions para piano, con los Roman Sketches de Griffes publicados un año antes: cada una es una suite de estilo impresionista con un poema que precede a cada movimiento.
La discrepancia entre el relativo conservadurismo de la obra de Bauer y las obras más experimentales que defendía en sus escritos, como Twentieth Century Music, se explica parcialmente por la vacilación de su editor Arthur P. Schmidt a la hora de apoyar sus primeras inclinaciones modernistas en la composición. Aunque mantuvieron una estrecha relación, Schmidt y Bauer discrepaban notablemente sobre el estilo. Se deduce que al cabo de siete años, cuando su contrato estaba a punto de expirar, Schmidt le solicitó a Bauer que simplificara su estilo compositivo, como se entiende por la respuesta de Bauer en correspondencia mantenida con el editor: “No es terquedad por mi parte no escribir cosas sencillas. Solo puedo escribir lo que siento y algún día (espero que pronto) aprenderé a hacer las cosas grandes sencillas. Debo hacer mi trabajo por pasos: evolutivo, no revolucionario. Tengo tan poco tiempo para escribir que, naturalmente, el cambio de estilo es lento". También es posible que la experiencia de que su Sonata para violín (posteriormente publicada bajo el título Fantasia Quasi Una Sonata ) descendiera del primer al segundo lugar en el concurso de la Sociedad para la Publicación de Música Estadounidense de 1928, expresamente por sus "tendencias modernistas", llevó a Bauer a adoptar un estilo de composición relativamente conservador.
Sin embargo, Bauer desempeñó un papel importante en el desarrollo de la armonía no terciana en la música estadounidense. Junto con Ernest Bloch, fue uno de los primeros compositores estadounidenses en experimentar con la armonía quintal, o armonía basada en quintas apiladas, como se demuestra en su versión para piano solo de 1926 de Sun Splendor y sus escritos al respecto. El desarrollo de esta técnica armónica a su vez influyó en la música de Aaron Copland.

### Colaboraciones y actuaciones notables
La música de Bauer fue bien recibida por los intérpretes, la crítica y el público. La virtuosa violinista Maud Powell le encargó Up the Ocklawaha en 1912, una obra impresionista para violín y piano que reflejaba programáticamente la propia excursión de Powell por el río Ocklawaha en el centro norte de Florida, y que resultó una obra muy elogiada tras su estreno. En 1915 y 1916, las admiradas cantantes de ópera May Dearborn-Schwab, Mary Jordan y Elsa Alves aparecieron en dos programas de Bauer presentados en Nueva York, acompañadas por la propia Bauer. La actuación de 1916 contó con veinte canciones de Bauer y recibió una crítica favorable en The Musical Leader.
Gracias a su actividad en varios círculos de composición, en particular en la Liga de Compositores y el Foro de Compositores de Nueva York, Bauer estaba bien situada para que se interpretaran sus obras, incluso las de mayor envergadura y myores recursos. Bauer fue la segunda mujer en tener su obra interpretada por la Filarmónica de Nueva York. Leopold Stokowski dirigió el estreno de Sun Splendor de Bauer en el Carnegie Hall en 1947. Sin embargo, a pesar de su estreno con la Filarmónica de Nueva York, Sun Splendor nunca se publicó en ninguna de sus formas, como solo de piano, dúo o pieza orquestal, y la única grabación disponible actualmente es la de la interpretación original, que se encuentra en los Archivos de la Filarmónica de Nueva York.
Un evento que la propia Bauer consideró uno de los aspectos más destacados de toda su carrera fue el concierto del 8 de mayo de 1951 en el Ayuntamiento de Nueva York dedicado exclusivamente a su música. Patrocinado por la asociación Phi Beta en el momento de la jubilación de Bauer en la Universidad de Nueva York, las obras realizadas ese día abarcaron toda su carrera, incluyendo dos obras que no habían sido interpretadas anteriormente: Dance Sonata, Op. 24 (1932) para bailarín y piano (luego ampliada y revisada como Moods para piano solo) y Trio Sonata II para flauta, violonchelo y piano. El concierto fue reseñado por Olin Downes del New York Times, quien escribió favorablemente sobre el evento “La música es predominantemente contrapuntística y la disonancia no está ausente. Sin embargo, el concepto fundamental es melódico, el pensamiento claro y lógico, el sentimiento sincero y directo”.

## Crítica
En la época de Bauer, algunos críticos musicales promovieron una división entre música "masculina" y "femenina" a pesar del incremento de mujeres en el campo de la composición que se produjo en el cambio de siglo. Las reseñas de las piezas más intelectuales y de más envergadura de Bauer ejemplifican este fenómeno; las obras fueron bien recibidas, aunque en términos de ser "masculinas". Por ejemplo, en su reseña del estreno en 1928 del Cuarteto de cuerdas de Bauer, William J. Henderson escribió:
Aquellos a quienes les gusta hablar de las diferencias entre el intelecto de la mujer y el del hombre deben haberse encontrado en dificultades mientras escuchaban el cuarteto de la señorita Bauer. Es cualquier cosa menos una composición femenina. Esto no significa que sea grosero, descortés o vulgar, sino simplemente que tiene un paso masculino y el tipo de confianza que se asocia en la mente de uno con la juventud aventurera en pantalones.
Una de las críticas más agudas dirigida al trabajo de Bauer se refiere a sus libros. Según señaló la musicóloga Susan Pickett con respecto a How Music Grew: From Prehistoric Times to the Present Day, “el lector de hoy se ofendería con varios estereotipos raciales vulgares. Los términos "africano" y "salvaje" se utilizaban indistintamente. Los árabes eran "bárbaros", y los chinos y los japoneses eran "razas amarillas'. " De hecho, en 1975, Ruth Zinar publicó un artículo donde examinaba los estereotipos raciales en libros de música recomendados para niños, y reservó su crítica más punzante para la obra de Bauer: “De todos los libros estudiados, el de Marion Bauer y Ethel Peyser How Music Grew from Prehistoric Times to the Present Day debe considerarse el más abiertamente ofensivo, además de estar repleto de inexactitudes". Sin embargo, las ediciones posteriores se editaron para que fueran más sensibles con las cuestiones raciales.

## Vida personal
Según los recuerdos de amigos, colegas y estudiantes, Bauer era una persona de buen corazón y con sentido del humor, que trataba a los demás cordialmente y con generosidad. Milton Babbitt recuerda en su introducción a la edición de 1978 de Twentieth Century Music cómo él y sus compañeros de clase se referían a Bauer "no de manera burlona sino cariñosa" como "tía Marion" por sus modales y aspecto de matrona e incluso por sus clases, que impartía de manera que fueran adecuadas para ser escuchadas a la hora del té en un salón elegante". También la describe como generosa y sensible, particularmente en lo que respecta a la orientación de las carreras de sus estudiantes, y, en términos de su escritura, por el hecho de mencionar a tantos compositores y organizaciones.
A pesar de ser hija de inmigrantes judíos, Bauer no parece haber sido una judía observante en la edad adulta. Aunque la ceremonia fúnebre de Bauer fue dirigida por un rabino, posteriormente fue incinerada, práctica prohibida por la ley oficial judía. Además, tanto Maurice Peress, un exalumno, como Frederic Stoessel afirmaron que Bauer practicaba la Ciencia Cristiana, una afirmación respaldada por una carta que Bauer escribió en 1923 expresando "el deseo de publicar una canción apropiada para un servicio de la Ciencia Cristiana". Sin embargo, no se ha encontrado ninguna confirmación oficial de su afiliación religiosa.
Bauer nunca se casó y gran parte de su vida personal sigue siendo un misterio. Vivió y fue mantenida por su hermana Emilie hasta la muerte de esta en 1926. A partir de entonces se fue a vivir con su otra hermana, Flora, que también vivía en Nueva York, una convivencia que duró hasta la muerte de Flora a principios de la década de 1950.
Los escritos de Ruth Crawford Seeger junto con los comentarios de Martin Bernstein (expresidente del departamento de música de la NYU) y Milton Babbitt, dan a entender que Bauer podría haber sido lesbiana. Crawford y Bauer se conocieron en la colonia MacDowell en 1929, donde Bauer se convirtió rápidamente en mentora y amiga íntima de la mucho más joven Crawford. Aunque Crawford prefirió caracterizar su relación como de "amor de fraternal-maternal", también reconoció que en algún momento, su relación pudo rozar lo sexual. Junto con las percepciones de Crawford sobre su relación con Bauer, Martin Bernstein, un viejo amigo de Bauer y expresidente del departamento de música de la NYU, declaró: “[Como] mujer, [Bauer] tenía muy poco interés en los hombres (énfasis en el original )... Al menos, si tuvo alguna relación romántica con hombres, no lo sabemos". Babbitt confirmó aún más los pensamientos de Bernstein durante una entrevista sobre Bauer cuando comentó: “Y ella era una ... digamos simplemente soltera. Pero ella era absolutamente querida".

## Legado
El legado de Bauer se puede medir no solo por su producción de, al menos, 160 composiciones junto con sus cinco libros, sino también por el impacto que tuvo en las carreras de Ruth Crawford Seeger y Milton Babbitt, quienes se convirtieron en conocidos compositores estadounidenses del siglo XX. Tras conocerse en la MacDowell Colony en 1929, Bauer alentó los esfuerzos de Crawford en la composición y "contribuyó en gran medida al crecimiento musical de Crawford y a su visibilidad profesional". Para Crawford, Bauer representaba una conexión poderosa con el establishment musical. Gracias a su posición en el Musical Leader, Bauer pudo publicar “una crítica elogiosa de un concierto privado de la música de Crawford”; además, Bauer presentó a Crawford a Gustave Reese, un editor de la G. Schirmer en ese momento.
Bauer también desempeñó un papel importante en el desarrollo de la carrera de Babbitt, cuando esta decidió estudiar con ella en NYU, en febrero de 1934, tras leer la edición de 1933 de Twentieth Century Music. En la introducción a una edición posterior, Babbitt recordó sus pensamientos al leer la obra por primera vez: “[Aquí] había un libro... que se ocupaba con interés, admiración, entusiasmo, incluso afecto de obras musicales que, en la mayoría de los ambientes académicos eran innombrables, intocables e incalificables, y en cualquier otro lugar eran desconocidas ". Babbitt menciona específicamente su aprecio por su debate sobre los compositores serialistas con ejemplos musicales de acompañamiento. Durante los años de la Gran Depresión, las partituras (especialmente de música moderna) eran prohibitivamente caras para poseerlas personalmente y solo unas pocas bibliotecas tenían copias. Babbitt respetaba enormemente a Bauer y en 1983 manifestó que era "una dama maravillosa ... y voy a hacer todo lo posible para inmortalizar su nombre".

## Obras
(De la lista de obras de Bauer en New Grove)

## Obras escritas
(De la lista de obras de Bauer en New Grove )
- Con Ethel Peyser: How Music Grew: From Prehistoric Times to the Present Day (Nueva York: 1925, rev.1939).
- Con Ethel Peyser: Music through the Ages: a Narrative for Student and Layman (Nueva York, 1932, ampliado en 1967 por Elizabeth Rogers como Música a través de las edades: una introducción a la historia de la música).
- Música del siglo XX (Nueva York, 1933, rev.1947).
- Musical Questions and Quizzes: a Digest of Information about Music (Nueva York, 1941).
- Con Ethel Peyser: How Opera Grew: from Ancient Greece to the Present Day (Nueva York, 1956).